# Ixora mandalayensis
Ixora mandalayensis är en måreväxtart som beskrevs av Cornelis Eliza Bertus Bremekamp. Ixora mandalayensis ingår i släktet Ixora och familjen måreväxter. Inga underarter finns listade i Catalogue of Life.